# فلم مقتبس

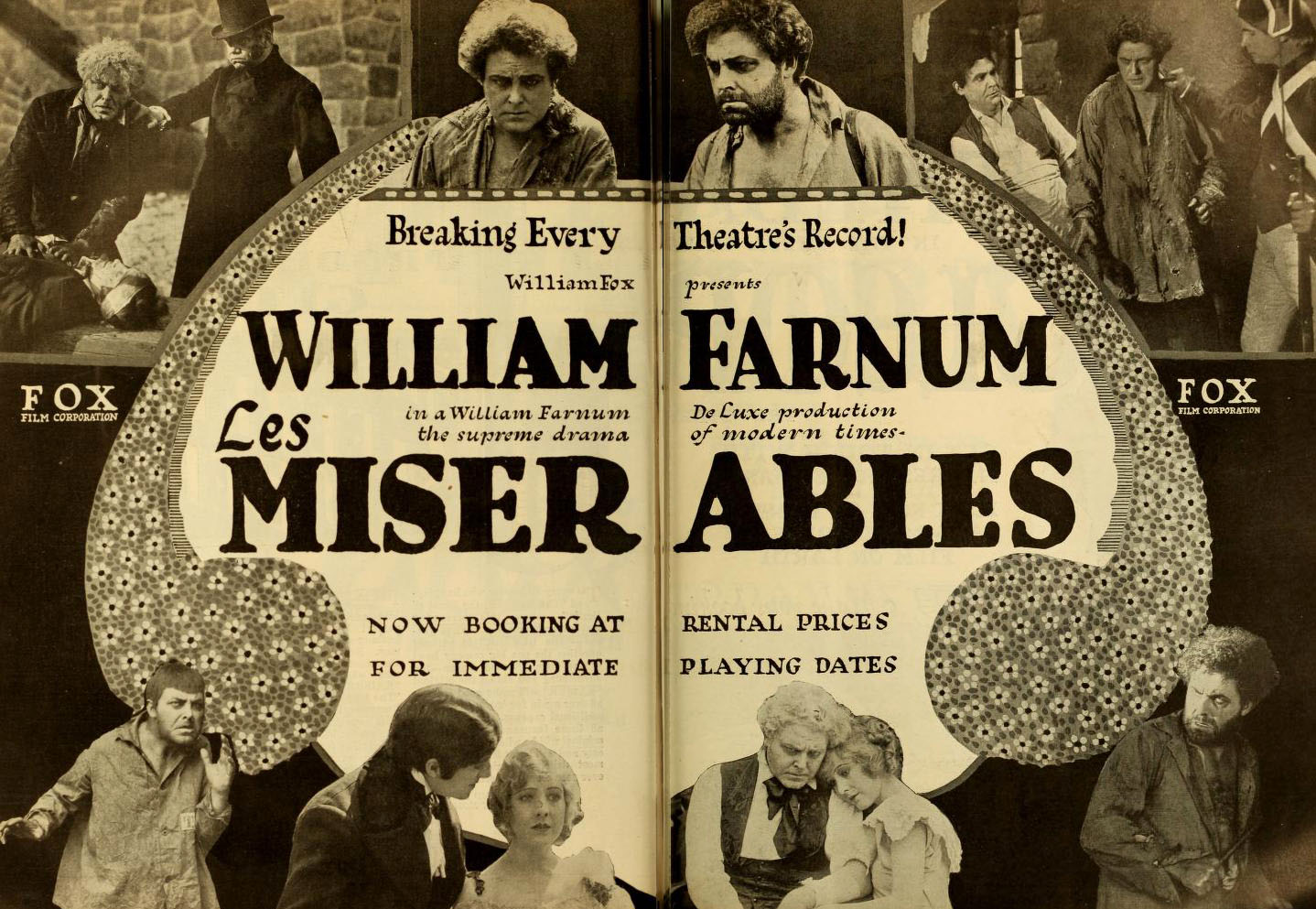

الفيلم المقتبس ويقابله الفيلم الأصلي أو النص الأصلي، ويعني الأفلام التي اعتمدت فيها أفكار مكيفة لنصوص وأعمال أدبية مثل: القصة، والمسرحية والرواية، والسيناريو المقتبس هو كل ما اقتبست مادته من مواد أخرى سواء رواية، كتاب، مذكرات، مسرحية، ديوان، أحداث تاريخية إلى آخره من مصادر، حيث يعمل السيناريست على إعادة صياغة المادة المقتبسة في قالب جديد بشرط الحفاظ على المحاور الرئيسية للاقتباس وليس بالضرورة أن يصيغه كما جاءه، وتكمن الصعوبة في السيناريو المقتبس بأن الكاتب مقيد بالمادة المقتبس منها عكس السيناريو الأصلي الذي يكون فيه الكاتب حراً.
كما مصطلح الفيلم المقتبس يشير أيضاً إلى الأفلام المعاد إنتاجها، بمفاهيم وتقنيات حديثة.

## أفلام مقتبسة
فيلم Les misérables، المقتبس عن رواية البؤساء لفكتور هوغو وأيضا روايات دان براون (شفرة دافنشي، ملائكة و شياطين).